# Evol
Evol — музыкальный коллектив из Италии, сочетающий в своей музыке атмосферность клавишных пассажей, блэк-металлическое звучание и фолковые мотивы.
По словам Принца Агонии, название коллектива можно расшифровать как «Чёрное право», как оппозиция всем остальным, который часто называются «Свет» и «Любовь», за которыми часто стоят человеческие ограниченность и эгоизм.

## История
Группа Evol сформировалась в начале 1993 года в итальянском городе Падуя. В то время единственным участником группы был Prince of Agony, который и создал концепцию и идеологию группы, он же автор почти всей музыки и текстов. Вскоре к коллективу присоединяются ещё двое участников Lord of Sorrow (гитара и флейта) и Princess of Disease.
Evol записывают две демоленты и приступают к записи дебютного альбома The Saga of the Horned King, который вышел на Adipocere Records в начале 1995 года. В музыке можно отметить большое количество клавишных и семплов, делающих музыку атмосферной. Следующий альбом вышел на том же лейбле и был выдержан приблизительно в той же стилистике. Тексты альбомов во многом построены на творчестве Лавкрафта.
Следующим релизом стал мини-альбом «Ancient Abbey», который вышел 17 февраля 1998 года и содержал ковёр Claudio Simonetti «Phenomena».
Альбом Portraits был записан тем же составом, а его лирика была построена на фантастических рассказах, которые писал сам Джордано. Была даже идея выпустить рассказы вместе с диском, но лейбл Adipocere Records не смог сделать этого.
Джордано также задействован в проекте De Monarchia, в котором также участвует Майстер Зено из Ensoph. В будущем планировался выпуск двойного концертного альбома «De Bello Gallico», большинство песен для которого записано на французских концертах 1998 года.

## Дискография
- 1993 — The Tale of the Horned King (демо)
- 1994 — The Dark Dreamquest Part I (демо)
- 1995 — The Saga of the Horned King
- 1996 — Dreamquest
- 1998 — Ancient Abbey (мини-альбом)
- 1999 — Portraits
- 2000 — Tower of Necromancer (мини-альбом)
- 2001 — Dies Irae (сборник)